# Ann-Louise Peters
Ann-Louise Peters, geboren als Ann-Louise Andersen (3 februari 1975), is een voormalig Deens dartster.
Peters leerde darten in de Gåsen-club in Assens.
Ze maakte haar debuut bij de WDF Europe Youth Cup van 1990, waar ze de singles drie jaar op rij won (1990, 1991, 1992); evenals de pairs in 1991 en 1992, en het teamevent in 1991 en 1992.
Ze won de Norway Open in 1993, (ze versloeg Deta Hedman uit Engeland in de finale), en opnieuw in 1996, (ze versloeg Sandra Pollet uit België in de finale). Haar laatste grote overwinning voordat ze stopte, was het Sweden Open 1999. In de finale won ze van Satu Ikonen uit Finland. Helaas liet ze de glazen beeldhouwtrofee op de grond vallen.
Ze heeft de Deense kampioenschappen vijf keer gewonnen, in 1993, 1996, 2006, 2013 en 2014.
Peters kwam 23 keer uit voor het Deense nationale team, wat een record is voor de dames (20 als senior en 3 keer als een jeugdspeler). Op de WDF Europe Cup 2000 haalde ze de finale maar verloor van Trina Gulliver uit Engeland met 4-0.
Peters maakte haar comeback in 2013, en kwalificeerde zich voor het BDO World Darts Championship 2014. Ze versloeg Rachel Brooks uit Engeland met 2-0 in de eerste ronde en Julie Gore uit Wales ook met 2-0 in de kwartfinale voordat ze met 2-0 verloor van Deta Hedman in de halve finale.
In oktober 2014 werd aangekondigd dat zij de laatste wildcard voor de Zuiderduin Masters zou ontvangen.
Ze plaatste zich voor de BDO World Darts Championship 2016. Ze versloeg Fallon Sherrock uit Engeland in de eerste ronde met 2-1. In de kwartfinale won ze van Zoe Jones uit Engeland ook met 2-1. In de halve finale verloor ze wederom van Deta Hedman met 2-0.

## Resultaten op Wereldkampioenschappen

### BDO
- 2014: Halve finale (verloren van Deta Hedman met 0-2)
- 2016: Halve finale (verloren van Deta Hedman met 0-2)

### WDF

#### World Cup
- 1993: Laatste 32 (verloren van Paivi Jussila met 1-4)
- 1995: Kwartfinale (verloren van Francis Hoenselaar)
- 1997: Laatste 32 (verloren van Denise Cassidy met 2-4)
- 1999: Laatste 64 (verloren van Heike Jenkins met 0-4)
- 2001: Kwartfinale (verloren van Anne Kirk met 0-4)
- 2015: Laatste 64 (verloren van Hana Belobradkova met 1-4)